# 李朝 (蜀)
李 朝（り ちょう、生年不詳 - 222年）は、後漢末期から三国時代の蜀漢の政治家。字は偉南。益州広漢郡郪県の人。弟に李邵。子は李旦、孫は西晋に仕えて武功を挙げた李毅、曾孫に李釗・李秀がいる。

## 概要
郡の功曹となって孝廉に推挙され、臨邛県の令となって成都に戻り別駕従事となった。
建安24年（219年）、群臣が献帝に上表し、劉備を漢中王に推挙したが、その際の文章は李朝が書いたものだった（華陽国志）。
章武2年（222年）、劉備に付き随って夷陵の戦いに参加したが、敗戦後永安にて死去した。
陳寿の書いた『益部耆旧雑記』によると、李朝と弟の李邵と若死にした別の弟はそれぞれ才能と名声があり、当時の蜀漢の人々によって李氏の三龍と呼ばれていた。蜀の名臣を讃える楊戯の『季漢輔臣賛』では、李朝を篤厚不動であり、心ばえよく、蜀の誉れとなる人と評価している。また華陽国志・先賢志では広漢郡の優秀な人材として、弟の李邵・王士・王甫らと並べ取り上げられている。
子の李旦は字を欽宗と言い、光禄郎中主事を務めた。